# Allein (Gemeinde)
Allein ist eine italienische Gemeinde in der autonomen Region Aostatal.
Allein hat 209 Einwohner (Stand 31. Dezember 2023) und liegt in einer Höhe von 1190 m ü. M. nahe der Passstraße zum Grossen St. Bernhard im vallée du Grand-Saint-Bernard. Dies ist ein Seitental des Aostatals.
Allein besteht aus den Ortsteilen (frz. hameaux) Ayez, Allamanaz, Allérod, Bruson, Chanté, Chaveroulaz, Chez-Norat, Clavel, Condemine, Dayllon, Frein, Godioz, Martinet, Plan-de-Clavel (chef-lieu), Vallettaz und Ville.
Im Ortsteil Ayez steht das Festes Haus Ayez aus dem 15. Jahrhundert unter Denkmalschutz, welches aus Naturstein fast ohne Mörtel gebaut ist.
Nachbargemeinden sind Doues, Étroubles und Gignod.